# Pimpinella rhomboidea
Pimpinella rhomboidea är en flockblommig växtart som beskrevs av Friedrich Ludwig Diels. Pimpinella rhomboidea ingår i släktet bockrötter, och familjen flockblommiga växter.

## Underarter
Arten delas in i följande underarter:
- P. r. rhomboidea
- P. r. tenuiloba